# Mantis Bug Tracker
Mantis Bug Tracker (abrégé MantisBT, voire par ellipse Mantis) est un système de suivi des bugs reposant sur une interface web. Il est écrit en PHP et requiert une base de données (MySQL, SQL Server, PostgreSQL, Oracle ou MariaDB) supportée et un serveur web (Apache, nginx, lighttpd ou IIS). Mantis peut être installé sur Microsoft Windows, Mac OS, OS/2 et sur de nombreux OS de type Unix,,.

## Fonctionnement
Le principe de cet outil consiste à enregistrer la déclaration d'un bug informatique, puis pour les techniciens de maintenance informatique concernés, à mettre à jour l'avancement de sa résolution, jusqu'à sa clôture. Le déclarant de l'anomalie peut s'informer à tout moment via le serveur Web de l'avancement du traitement de son problème.
Il peut être utilisé comme outil de gestion de requêtes mais également comme outil de planification de fonctions. Sur chaque bogue/requête/fonction une série de notes saisies par les intervenants viennent enrichir une description initiale.
En standard le workflow de validation d'un bogue (bug) s’appuie sur les états suivants :
- Nouveau
- Commentaire
- Accepté
- Confirmé
- Résolu
- Fermé

La liste de ces états est paramétrable.

## Part de marché
En 2023, Mantis est utilisé par 3 770 sociétés, ce qui représente 0,39 % de parts de marché des outils de gestion de bugs.